# ミッチ・ハルパーン
ミッチ・ハルパーン（英語: Mitch Halpern, 1967年7月14日 – 2000年8月20日）は、アメリカ合衆国のプロボクシングレフェリーである。本名はMitchell Howard Halpern。1990年代を代表する名レフェリーとして親しまれた。

## 来歴
リチャード・スティールに弟子入りし、1991年にレフェリーデビュー。
以来、マイク・タイソン、レノックス・ルイス、オスカー・デ・ラ・ホーヤらビッグマッチのレフェリーを務め、世界戦だけでも87戦にも上る。
2000年3月12日、日本で行われたWBA世界ライト級タイトルマッチ坂本博之 vs. ヒルベルト・セラノを裁いた。
同年8月20日、33歳で死去。猟銃自殺とも言われている。